# ایمونوگلوبولین جی

هر آنتی‌بادی به یک آنتی‌ژن مخصوص متصل می‌شود مثل اثر متقابل قفل و کلید

ایمونوگلوبولین جی (به انگلیسی: Immunoglobulin G) با وزن مولکولی حدود ۱۶۰ کیلودالتون که با نام اختصاری IgG شناخته می‌شود، نوعی از پادتن است.
پادتن جی یکی از زیرگونه‌های پادتن در پستانداران است. این پادتن‌ها فراوان‌ترین ایمونوگلوبولین‌ها (۷۵ تا ۸۰ درصد) در خون هستند و توسط لنفوسیت‌های فعال و پلاسماسل‌ها تولید می‌شوند. این پادتن‌ها تنها آنتی‌بادی‌هایی هستند که می‌توانند از جفت عبور کنند و به همین دلیل وارد بدن جنین می‌شوند. این ویژگی هم می‌تواند موجب ایمنی مادرزادی جنین در برابر برخی عفونت‌ها (به‌خصوص در چند ماه اول تولد) شود و هم می‌تواند در مواردی مانند ناسازگاری RH (به انگلیسی: Rh incompatibility) خطرناک باشد.
ایمونوگلوبولین جی دوظرفیتی است. تعداد نقاط اتصال بر روی پادتن، تعیین‌کنندهٔ ظرفیت آن است و هر قدر ظرفیت پادتن بیشتر باشد، تعداد بیشتری مولکول آنتی‌ژن می‌توانند به آن متصل شوند. ایمونوگلوبولین جی منحصراً در خون یافت می‌شود.

Immunoglobulin

## تقسیم‌بندی
پادتن‌ها بر اساس خواص فیزیکی، شیمیایی و ایمونولوژیکی تقسیم‌بندی می‌شوند:
1. ایمونوگلوبولین ای
2. ایمونوگلوبولین دی
3. ایمونوگلوبولین ئی
4. ایمونوگلوبولین ام
5. ایمونوگلوبولین جی